# La Genèse selon le spiritisme
La Genèse selon le spiritisme constitue l’un des cinq livres fondamentaux du spiritisme. Il est le résultat du travail de synthèse d’Allan Kardec, qui le mit en forme et le publia pour la première fois à Paris, en janvier 1868. Son sous titre est : Les miracles et les prédictions selon le spiritisme. Il contient des explications concernant les faits considérés comme miraculeux dans la tradition chrétienne et occidentale. Depuis sa sortie, La Genèse selon le spiritisme est continuellement réédité par divers éditeurs dans de multiples langues. 

## L’historique du livre
À partir de 1857, le spiritisme gagne des partisans en Europe et en Amérique, deux continents dont les principales religions sont issues du christianisme. Par ailleurs, au XIXe siècle, des découvertes scientifiques contredisent certains points fondamentaux de la tradition chrétienne. Dans une tentative pour concilier la science et la religion, Allan Kardec avance des arguments pour démontrer que, à la lumière du spiritisme, les histoires bibliques sont explicables « scientifiquement ». Ces explications sont regroupées dans La Genèse selon le spiritisme.

## Le contenu du livre
- Chapitre 1 : Caractère de la révélation spirite
- Chapitre 2 : Dieu, existence de Dieu
- Chapitre 3 : Le Bien et le Mal
- Chapitre 4 : Rôle de la science dans la Genèse
- Chapitre 5 : Système du monde ancien et moderne
- Chapitre 6 : Uranographie : L'espace et le temps
- Chapitre 7 : Esquisse géologique de la Terre
- Chapitre 8 : Théories de la Terre
- Chapitre 9 : Révolution du globe
- Chapitre 10 : Genèse organique
- Chapitre 11 : Genèse spirituelle
- Chapitre 12 : Genèse mosaïque
- Chapitre 13 : Les miracles
- Chapitre 14 : Les fluides
- Chapitre 15 : Les miracles de l'Évangile
- Chapitre 16 : Théorie des presciences
- Chapitre 17 : Prédiction des Évangiles
- Chapitre 18 : La génération nouvelle